# Ride 4
Ride 4 è un simulatore di moto sviluppato dalla Milestone e pubblicato nel 2020 per PlayStation 4, PlayStation 5, Xbox One, Xbox Series X/S e Microsoft Windows.
Il titolo è il seguito di Ride 3.

## Contenuto
Ci sono tanti miglioramenti in questo nuovo capitolo di Ride, tante le moto con la licenza ufficiale, ci sono anche decine di tracciati in tutto il mondo, progettato per una maggiore esperienza a due ruote.

## Sviluppo
Il team di Milestone per creare questo videogioco si è affidato al software CAD per creare un 3D di ottima precisione fin nei minimi dettagli. Il motore grafico è Unreal Engine.

## Distribuzione
Il videogioco è stato pubblicato l'8 ottobre 2020 su Windows, PlayStation 4 e Xbox One, il 21 gennaio 2021 arriva su PlayStation 5 e Xbox Series X/S.